# Лопатин, Владимир Владимирович
Влади́мир Влади́мирович Лопа́тин (10 апреля 1935 — 29 июня 2021) — советский и российский лингвист, доктор филологических наук (1976), главный научный сотрудник Института русского языка им. В. В. Виноградова РАН. Председатель Орфографической комиссии РАН (2000—2014). Лауреат Государственной премии СССР (1982).

## Биография
В 1958 году окончил филологический факультет МГУ. В том же году поступил на работу в Институт русского языка АН СССР. С 1972 года — старший научный сотрудник, с 1986 года — главный научный сотрудник. В 1988—1990 годах — заместитель директора института.
В 1966 году под руководством академика В. В. Виноградова защитил диссертацию на соискание учёной степени кандидата филологических наук по теме «Способы именного словообразования в современном русском языке (нулевая аффиксация, субстантивация)».
В 1976 году защитил диссертацию на соискание учёной степени доктора филологических наук по теме «Русская словообразовательная морфемика. Проблемы и принципы описания» (специальность 10.02.01 — русский язык).
В 1978—1990 годах — профессор Университета дружбы народов.
Член Международной комиссии по изучению грамматического строя славянских языков при Международном комитете славистов.
Заместитель председателя Орфографической комиссии РАН с 1988 года, председатель комиссии в 2000—2014 годах. Входил в состав редколлегии журнала «Русский язык в школе».
Владимир Владимирович Лопатин скончался 29 июня 2021 года. Прах захоронен на Введенском кладбище.

## Семья
- Супруга — лингвист, соавтор словарей Людмила Евгеньевна Лопатина (Бокарёва)[8], дочь лингвиста-кавказоведа Евгения Бокарёва.
  - Сын — Николай Лопатин[9].

## Научные труды
Монографии
- Рождение слова. Неологизмы и окказиональные образования / отв. ред. Н. Ю. Шведова. — М.: Наука, 1973. — 152 с. — (Научно-популярная серия).
- Русская словообразовательная морфемика. Проблемы и принципы описания. — М.: Наука, 1977. — 315 с.
- Многогранное русское слово. Избранные статьи по русскому языку. — М.: Азбуковник, 2007. — 743 с. — ISBN 978-5-91172-005-6
- Член авторского коллектива, член редакционной коллегии: Русская грамматика. В 2 томах. / гл. ред. Н. Ю. Шведова. — М.: Наука, 1980.

Лингвистические словари и справочники
- Русский орфографический словарь: около 180 000 слов [Электронная версия] / О. Е. Иванова, В. В. Лопатин (отв. ред.), И. В. Нечаева, Л. К. Чельцова. — 2-е изд., испр. и доп. — М.: Российская академия наук. Институт русского языка имени В. В. Виноградова, 2004. — 960 с. — ISBN 5-88744-052-X.
- Валгина Н. С., Еськова Н. А., Иванова О. Е., Кузьмина С. М., Лопатин В. В., Чельцова Л. К. Правила русской орфографии и пунктуации. Полный академический справочник / Под редакцией В. В. Лопатина. — 2-е изд., испр. и доп. — М.: Эксмо, 2007. — ISBN 978-5-699-18553-5.
- Лопатин В. В., Улуханов И. С. Словарь словообразовательных аффиксов современного русского языка. — М.: ИЦ "Азбуковник", 2016. — 812 с. — ISBN 978-5-91172-126-8

Энциклопедические издания
- Член авторского коллектива: Лингвистический энциклопедический словарь / гл. ред. В. Н. Ярцева. — М.: Советская энциклопедия, 1990. — 683 с. — ISBN 5-85270-031-2
Автор статей: Аббревиатура; Грамматические единицы; Грамматическое значение; Грамматическая категория; Грамматическая форма; Лексикализация; Морфемика
- Член авторского коллектива: Русский язык. Энциклопедия / Институт русского языка имени В. В. Виноградова РАН; под общ. ред. А. М. Молдована. — 3-е изд., перераб. и доп. — М.: АСТ-ПРЕСС ШКОЛА, 2020. — 904 с. — ISBN 978-5-907126-47-3

Статьи
- Нулевая аффиксация в системе русского словообразования // Вопросы языкознания, 1966, № 1. — С. 76—87.
- Адъективация причастий в её отношении к словообразованию // Вопросы языкознания, 1966, № 5. — С. 37—47.